# .jp
.jp je národní doména nejvyššího řádu pro Japonsko. Doménu spravuje společnost Japan Registry Service Co., Ltd. (JPRS). Původně správu domény vykonávala nezisková organizace Japan Network Information Center (JPNIC), ale vzhledem k růstu významu a k množstvím registrací domény bylo v prosinci 2000 rozhodnuto o vytvoření nové společnosti pro správu domény. JPRS oficiálně převzala povinnosti spojené se správou domény 30. června 2003.
Registrace se provádí prostřednictvím akreditovaných registrátorů. Doménová obsahující japonské znaky (kandži, hiragana a katakana) mohou být registrována na druhé úrovni.

## Domény druhé úrovně
Osoba s japonskou poštovní adresou si může zaregistrovat doménu na druhé úrovni. Nicméně některá doménová jména jsou na druhé úrovni vyhrazena jen pro určité subjekty:
- .ac.jp – vyšší akademické instituce, zejména univerzity
- .ad.jp – členové JPNIC
- .co.jp – většina forem obchodních společností včetně zahraničních společností registrovaných v Japonsku
- .ed.jp – vzdělávací instituce pro posluchače do 18 let
- .go.jp – japonská ministerstva a další vládní organizace
- .gr.jp – sdružení 2 či více osob nebo sdružení registrovaných obchodních
- .lg.jp – místní vlády
- .ne.jp – zprostředkovatelé internetového připojení
- .or.jp – registrované organizace a neziskové organizace